# Szúrós szerbtövis
A szúrós szerbtövis (Xanthium spinosum) az őszirózsafélék (Asteraceae) családjába, az őszirózsaformák (Asteroideae) alcsaládjába tartozó lágy szárú, egynyári növényfaj. Mintegy fél méteres elágazó szárú, levelei háromkaréjúak, hosszúkás lándzsásak, mellette háromágú, hosszú, sárgás ágtövissel. Virága egylaki; a termős kétvirágú, tojásdad, horgas tüskéjű fészekben, a porzós sokvirágú és sokmurvájú fészekben tömötten van együtt. Virágfészkei szoros bogernyőkből emelkednek ki. Éghajlattal, talajjal szemben nem túl igényes, szárazságtűrő, így széles körben elterjedt, úton-útfélen alkalmatlankodó gyom. A mérsékelt meleg éghajlatú, magas tápanyagszintű, bolygatott talajt kedveli. Dél-Amerikából (Chiléből származik, innen jutott hajószállítmánnyal Portugáliába, végül egész Európában elterjedt tojásdad, tüskés termése által, mely juhok illetve legelésző állatok bundájába kapaszkodik. Ausztráliában közönséges, megtalálható Új-Zélandon, a Kaukázusban, Nyugat-Szibériában, a Távol-Keleten, Közép-Ázsiában, Kis-Ázsiában, Dél- és Észak-Amerikában, az Antillákon, az Azori-szigeteken, Dél-Afrikában is. Kromoszómaszáma 2n = 36.

## Külső hivatkozások
- Virginia Tech Weed Identification Guide: Spiny Cocklebur: Xanthium spinosum